# بلادلاین (ترانه آریانا گرانده)
«بلادلاین» (به انگلیسی: Bloodline) ترانه‌ای از خواننده و ترانه‌نویس اهل ایالات متحده آمریکا آریانا گرانده است.